# Metakommunikation
Metakommunikation betyder rent språkligt kommunikation om kommunikation, dvs. när någon eller några kommunicerar med sig själva eller andra om beteende, intentioner och valda sanningar.
Med det menas att utifrån en metaposition till kommunikationen beskriva vad kommunikationen består av.
En delmängd av begreppet metakommunikation finns hos Gregory Bateson och Paul Watzlawick. I deras beskrivning handlar det mer om att lyssna på hur budskap framställs snarare än vad som sägs. Mimik, gester och tonfall kan enligt Bateson och Watzlawick ge ledtrådar till hur vi ska tolka budskapet.
Ett exempel är att formulera i ord vad som händer när två människor möts. Metakommunikation beskriver vad som sägs, görs, tänks och upplevs.
Ett ytterligare exempel kan vara från ett möte i en organisation/företag, där det går att både identifiera och beskriva att det samtalet handlar om ligger utanför agendan för mötet. Uppmärksamheten för att kunna identifiera detta är på kommunikationen utifrån en metaposition.